# Lindendorf
Lindendorf (letteralmente: "paese dei tigli") è un comune di 1 376 abitanti del Brandeburgo, in Germania.

Appartiene al circondario del Märkisch-Oderland ed è parte della comunità amministrativa Seelow-Land.
Non esiste alcun centro abitato denominato "Lindendorf": si tratta pertanto di un comune sparso.

## Storia
Il comune di Lindendorf venne creato il 26 ottobre 2003 dalla fusione dei comuni di Dolgelin, Libbenichen, Neu Mahlisch e Sachsendorf.

## Geografia antropica

### Suddivisioni amministrative
Il territorio comunale comprende 4 centri abitati (Ortsteil), corrispondenti ai 4 comuni uniti:
- Dolgelin
- Libbenichen
- Neu Mahlisch
- Sachsendorf[senza fonte]